# Helena Kallenbäck
Asta Helena Kallenbäck (født 26. november 1944) er en svensk skuespillerinde. Hun studerede på Teaterhögskolan i Malmö fra 1966 til 1969.
Kallenbäck er blandt andet kendt for sin rolle som Ann-Sofie Bärnsten i sæbeoperaen Tre kronor.

## Privatliv
Kallenbäck var gift med skuespilleren Stig Olin fra 1980 til 1990.

## Udvalgt filmografi
- Babels hus (tv-serie, 1981)
- Tre kärlekar (tv-serie, 1989-1991)
- Storstad (tv-serie, 1990-1991)
- Kejseren af Portugalien (tv-serie, 1992-1993)
- Tre kronor (tv-serie, 1996-1997)
- Wallander (tv-serie, 2009)
- Kommissæren og havet (tv-serie, 2016)